# Bahnstrecke Most–Moldava v Krušných horách
| |                      |                                                 |                                                 |
| Kursbuchstrecke (SŽ): | 135                  |                                                 |                                                 |
| Streckenlänge: | 40 km                |                                                 |                                                 |
| Spurweite: | 1435 mm (Normalspur) |                                                 |                                                 |
| Streckenklasse: | A                    |                                                 |                                                 |
| Maximale Neigung: | 35 ‰                 |                                                 |                                                 |
| Minimaler Radius: | 250 m                |                                                 |                                                 |
| Streckengeschwindigkeit: | 60 km/h              |                                                 |                                                 |
| |                      |                                                 |                                                 |
| \| \| \| von Praha-Smíchov (vorm. PDE) \| \| \| \| 124,307 \| Most früher Brüx PDE \| Most früher Brüx PDE \| \| \| \| Verbindungsbahn nach Most hl. n. (Brüx ATE) \| \| \| \| \| Ústí nad Labem–Chomutov (bis 1968) \| \| \| \| \| Verbindungsbahn von Most hl. n. (Brüx ATE) \| \| \| \| \| (Neutrassierung 1892) \| \| \| \| 126,150 \| Kopisty früher Kopist \| Kopisty früher Kopist \| \| \| \| \| \| \| \| 129,440 \| Litvínov předměstí früher Lindau \| Litvínov předměstí früher Lindau \| \| \| \| von Most (seit 1964) \| \| \| \| \| (Neutrassierung 1894) \| \| \| \| \| vlečka Důl pluto II / důl Kohinoor II \| \| \| \| \| von (Chomutov–) Litvínov (vorm. DBE) \| \| \| \| 132,297 \| Louka u Litvínova früher Wiesa-Oberleutensdorf \| 305 m \| \| \| \| nach Děčín hlavní nádraží západ (vorm. DBE) \| \| \| \| \| \| \| \| \| 133,811 \| Lom u Mostu zastávka früher Bruch \| 320 m \| \| \| \| vlečka Důl Marie / důl Theodor \| \| \| \| 138,016 \| Osek město früher Ossegg Stadt \| 345 m \| \| \| 140,120 \| Horní Háj \| 355 m \| \| \| \| Křižanovský viadukt (52 m) \| \| \| \| \| Hrobský viadukt \| \| \| \| 142,805 \| Hrob früher Klostergrab \| 392 m \| \| \| \| vlečka Mitscherlich & Sohn \| \| \| \| \| Mlýnský viadukt (130 m) \| \| \| \| 144,618 \| Střelná v Krušných horách \| 440 m \| \| \| \| \| \| \| \| 148,639 \| Dubí früher Eichwald (Erzgebirge) \| 570 m \| \| \| 153,316 \| Mikulov v Krušných horách früher Niklasberg \| 720 m \| \| \| 153,503 \| Mikulovský tunel (Hirschbergtunnel; 334 m) \| Mikulovský tunel (Hirschbergtunnel; 334 m) \| \| \| \| Mikulovský viadukt (117 m) \| \| \| \| 154,705 \| Novoměstský tunel (Wasserscheidentunnel; 210 m) \| Novoměstský tunel (Wasserscheidentunnel; 210 m) \| \| \| 155,352 \| Mikulov-Nové Město früher Neustadt (Erzgeb) \| 775 m \| \| \| 157,776 \| Moldava v Krušných horách früher Moldau \| 782 m \| \| \| 158,076 \| Staatsgrenze Tschechien/Deutschland \| Staatsgrenze Tschechien/Deutschland \| \| \| 158,078 \| Gleisende \| Gleisende \| \| \| \| nach Nossen \| \| \| \| \| \| \| \| Quellen: [1][2][3] \| \| \| \| |                      |                                                 |                                                 |
| Strecke (außer Betrieb) |                      | von Praha-Smíchov (vorm. PDE)                   | von Praha-Smíchov (vorm. PDE)                   |
| Bahnhof (Strecke außer Betrieb) | 124,307              | Most früher Brüx PDE                            | Most früher Brüx PDE                            |
| Abzweig geradeaus und nach links (Strecke außer Betrieb) |                      | Verbindungsbahn nach Most hl. n. (Brüx ATE)     | Verbindungsbahn nach Most hl. n. (Brüx ATE)     |
| Kreuzung geradeaus unten (Strecken außer Betrieb) |                      | Ústí nad Labem–Chomutov (bis 1968)              | Ústí nad Labem–Chomutov (bis 1968)              |
| Abzweig geradeaus und von links (Strecke außer Betrieb) |                      | Verbindungsbahn von Most hl. n. (Brüx ATE)      | Verbindungsbahn von Most hl. n. (Brüx ATE)      |
| Abzweig geradeaus und nach links (Strecke außer Betrieb) · Strecke von rechts (außer Betrieb) |                      | (Neutrassierung 1892)                           | (Neutrassierung 1892)                           |
| Strecke (außer Betrieb) · Haltepunkt / Haltestelle (Strecke außer Betrieb) | 126,150              | Kopisty früher Kopist                           | Kopisty früher Kopist                           |
| Abzweig geradeaus und von links (Strecke außer Betrieb) · Strecke nach rechts (außer Betrieb) |                      |                                                 |                                                 |
| Haltepunkt / Haltestelle (Strecke außer Betrieb) | 129,440              | Litvínov předměstí früher Lindau                | Litvínov předměstí früher Lindau                |
| Strecke (außer Betrieb) · Strecke von links |                      | von Most (seit 1964)                            | von Most (seit 1964)                            |
| Abzweig geradeaus und nach links (Strecke außer Betrieb) · Abzweig geradeaus und ehemals von rechts |                      | (Neutrassierung 1894)                           | (Neutrassierung 1894)                           |
| Strecke (außer Betrieb) · Abzweig geradeaus und ehemals von rechts |                      | vlečka Důl pluto II / důl Kohinoor II           | vlečka Důl pluto II / důl Kohinoor II           |
| Strecke (außer Betrieb) · Abzweig geradeaus und von links |                      | von (Chomutov–) Litvínov (vorm. DBE)            | von (Chomutov–) Litvínov (vorm. DBE)            |
| Strecke (außer Betrieb) · Bahnhof | 132,297              | Louka u Litvínova früher Wiesa-Oberleutensdorf  | 305 m                                           |
| Kreuzung geradeaus oben (Strecke geradeaus außer Betrieb) · Abzweig geradeaus und nach rechts |                      | nach Děčín hlavní nádraží západ (vorm. DBE)     | nach Děčín hlavní nádraží západ (vorm. DBE)     |
| Abzweig ehemals geradeaus und von links · Strecke nach rechts |                      |                                                 |                                                 |
| Haltepunkt / Haltestelle | 133,811              | Lom u Mostu zastávka früher Bruch               | 320 m                                           |
| Abzweig geradeaus und ehemals nach links |                      | vlečka Důl Marie / důl Theodor                  | vlečka Důl Marie / důl Theodor                  |
| Bahnhof | 138,016              | Osek město früher Ossegg Stadt                  | 345 m                                           |
| Haltepunkt / Haltestelle | 140,120              | Horní Háj                                       | 355 m                                           |
| Brücke |                      | Křižanovský viadukt (52 m)                      | Křižanovský viadukt (52 m)                      |
| Brücke |                      | Hrobský viadukt                                 | Hrobský viadukt                                 |
| Bahnhof | 142,805              | Hrob früher Klostergrab                         | 392 m                                           |
| Abzweig geradeaus und ehemals nach links |                      | vlečka Mitscherlich & Sohn                      | vlečka Mitscherlich & Sohn                      |
| Brücke |                      | Mlýnský viadukt (130 m)                         | Mlýnský viadukt (130 m)                         |
| Haltepunkt / Haltestelle | 144,618              | Střelná v Krušných horách                       | 440 m                                           |
| Abzweig geradeaus und von links · Strecke von rechts |                      |                                                 |                                                 |
| Kopfbahnhof Streckenende · Strecke | 148,639              | Dubí früher Eichwald (Erzgebirge)               | 570 m                                           |
| Haltepunkt / Haltestelle | 153,316              | Mikulov v Krušných horách früher Niklasberg     | 720 m                                           |
| Tunnel | 153,503              | Mikulovský tunel (Hirschbergtunnel; 334 m)      | Mikulovský tunel (Hirschbergtunnel; 334 m)      |
| Brücke |                      | Mikulovský viadukt (117 m)                      | Mikulovský viadukt (117 m)                      |
| Tunnel | 154,705              | Novoměstský tunel (Wasserscheidentunnel; 210 m) | Novoměstský tunel (Wasserscheidentunnel; 210 m) |
| Haltepunkt / Haltestelle | 155,352              | Mikulov-Nové Město früher Neustadt (Erzgeb)     | 775 m                                           |
| Bahnhof | 157,776              | Moldava v Krušných horách früher Moldau         | 782 m                                           |
| Grenze | 158,076              | Staatsgrenze Tschechien/Deutschland             | Staatsgrenze Tschechien/Deutschland             |
| | 158,078              | Gleisende                                       | Gleisende                                       |
| Strecke (außer Betrieb) |                      | nach Nossen                                     | nach Nossen                                     |
| |                      |                                                 |                                                 |
| Quellen: |                      |                                                 |                                                 |

Die Bahnstrecke Most–Moldava v Krušných horách ist eine Eisenbahnverbindung in Tschechien, die ursprünglich von der k.k. priv. Prag-Duxer Eisenbahn (PDE) errichtet und betrieben wurde. Sie verläuft von Most (Brüx) über Horní Litvínov (Oberleutensdorf) und Osek (Ossegg) auf den Erzgebirgskamm nach Moldava v Krušných horách (Moldau im Erzgebirge), wo bis 1945 Anschluss an die Bahnstrecke Nossen–Moldau in Sachsen bestand. Wegen ihrer schwierigen Trassierung an der steil ansteigenden Flanke des Erzgebirges war sie früher als Teplitzer Semmeringbahn bekannt. Heute wird die Strecke meist als Moldavská horská dráha (Moldauer Bergbahn) bzw. Krušnohorská železnice (Erzgebirgs-Eisenbahn) bezeichnet.
Nach einem Erlass der tschechischen Regierung ist die Strecke seit dem 20. Dezember 1995 als regionale Bahn („regionální dráha“) klassifiziert.

## Geschichte

### Vorgeschichte und Bau
Erste Projekte für eine grenzüberschreitende Linie nach Freiberg oder Klingenberg entstanden schon in den 1860er Jahren, um die Kohleversorgung für die Bergbauregion um Freiberg zu sichern.
Am 28. Juni 1872 gewährte die österreichische Regierung der Prag-Duxer Eisenbahn per Gesetz umfangreiche Begünstigungen für den Bau einer „Locomotiveisenbahn von Brüx über Oberleutensdorf, Osseg, Klostergrab und Niklasberg an die sächsisch-böhmische Grenze bei Mulde“. Unter anderem wurde den Aktionären der Prag-Duxer Eisenbahn eine Befreiung von der Einkommensteuer für den Zeitraum von zehn Jahren ab Konzessionserteilung gewährt. Am 4. September 1872 erhielt die Prag-Duxer Eisenbahn die Konzession für diese Linie. Teil der Konzession war die Verpflichtung, „auf Verlangen der Staatsverwaltung“ eine Zweigbahn von Neustadt im Erzg. zur sächsisch-böhmischen Grenze zum Anschluss an die in Sachsen projektierte Müglitztalbahn (bis Altenberg) zu bauen. Die Konzession sah eine Bauzeit von zwei Jahren für den Abschnitt von Brüx bis Klostergrab vor. Die weitere Strecke bis zur Landesgrenze sollte gleichzeitig mit der in Sachsen von der Leipzig-Dresdner Eisenbahn (LDE) projektierten Anschlussstrecke von Freiberg oder spätestens nach drei Jahren in Betrieb gehen.

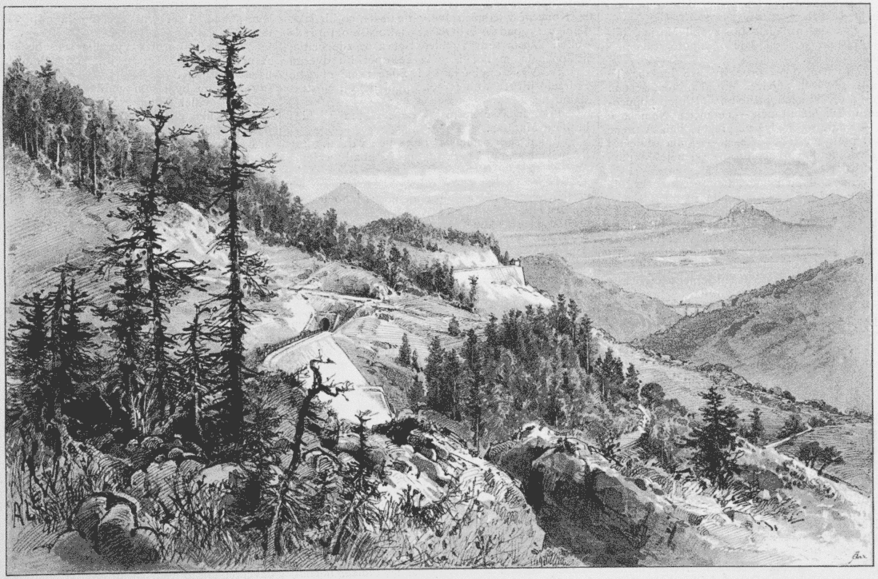
Die Trasse am Erzgebirgskamm bei Niklasberg

Zur Einstellung der Arbeiten kam es, als die PDE infolge der Wirtschaftskrise von 1873 in finanzielle Schwierigkeiten kam. Da eine Fortsetzung der Arbeiten nicht absehbar war, wollte die LDE den Weiterbau auch auf böhmischem Gebiet auf eigene Rechnung übernehmen, was nicht zustande kam. Die österreichische Staatsverwaltung gewährte stattdessen der PDE 1877 ein Darlehen über eine Million Gulden ö.W., um zumindest den begonnenen Abschnitt Brüx–Klostergrab fertigstellen und in Betrieb zu nehmen. Der Bahnbetrieb wurde hier am 17. Dezember 1876 (Brüx–Ossegg-Riesenburg) und am 15. Mai 1877 (Ossegg-Riesenburg–Klostergrab) aufgenommen.
Nachdem sich die Prag-Duxer Eisenbahn nicht in der Lage sah, den Streckenbau bis Moldau fortzuführen, wurde die 1872 ausgestellte Konzession am 26. Oktober 1882 für den Abschnitt Klostergrab–Landesgrenze für erloschen erklärt. Erst nachdem es der Prag-Duxer Eisenbahn gelungen war, die Finanzierung des Streckenbaues sicherzustellen, erhielt sie am 23. Dezember 1882 eine neue Konzession. Die neue Konzession war für eine normalspurige Sekundärbahn ausgestellt, was einige Kostenersparnisse bei Bau und Betrieb mit sich brachte. Sie sah eine Inbetriebnahme der Strecke innerhalb von zwei Jahren vor.
Der Bau des Steigungsabschnittes auf den Erzgebirgskamm erforderte die Bewältigung enormer technischer Schwierigkeiten. Insgesamt wurden zwischen Klostergrab und dem Erzgebirgskamm bei Neustadt drei Trassierungsvarianten ausgearbeitet:
- von Klostergrab mittels einer Zahnradbahn an der Flanke des Stürmers (Bouřňák) direkt zum Erzgebirgskamm
- in künstlicher Längenentwicklung an der Flanke des Erzgebirges mit einem Kehrtunnel oberhalb von Eichwald
- dito mit einem Spitzkehrenbahnhof im Seegrund, um den Tunnel einzusparen

Aus Kostengründen entschied man sich schließlich für die dritte Variante mit dem Spitzkehrenbahnhof. Am 1. Mai 1883 begann die Firma Novák & Teirich zusammen mit Schön & Wessely aus Prag mit den Bauarbeiten, die rasch vorankamen. Trotz der kostensparenden Trassierung an der Flanke des Erzgebirges mussten drei größere Viadukte und zwei längere Tunnel gebaut werden. Beschäftigt waren vor allem italienische und südslawische Arbeiter, die bereits Erfahrung im Bau von Gebirgsbahnen besaßen.
Am 6. Dezember 1884 verkehrten die ersten Güterzüge ins benachbarte Sachsen. Offiziell wurde die Bahnstrecke am 18. Mai 1885 für den Gesamtverkehr in Betrieb genommen.

### Betrieb
Im Güterverkehr erfüllte die Linie die in sie gesetzten Erwartungen. Das Maximum im Güterverkehr war vor dem Ersten Weltkrieg mit täglich zehn Güterzügen erreicht, die aus je 45 Wagen mit 10 Tonnen Tragfähigkeit gebildet wurden. Zwischen Klostergrab und Moldau mussten diese Züge jeweils in drei Zugteilen bergwärts befördert wurden, wofür drei Lokomotiven benötigt wurden. Transportiert wurde vorrangig Kohle aus dem nordböhmischen Becken, aber auch Holz und die Erzeugnisse der örtlichen Industrie.
Später erlangte die Strecke auch im Wintersportverkehr eine größere Bedeutung. Direkte Züge verbanden die Hauptstadt Prag mit Moldau.

Bahnhof Klostergrab (um 1900)

Bahnhof Eichwald (um 1910)

Mit der Verstaatlichung der Prag-Duxer Eisenbahn zum 1. Januar 1892 gehörte die Strecke fortan zum Netz der k.k. Staatsbahnen (kkStB). Die kkStB schufen statt der bisherigen niveaufreien Kreuzung eine Einbindung in den Bahnhof Wiesa-Oberleutensdorf der gleichzeitig verstaatlichten Dux-Bodenbacher Eisenbahn. Die kurze Streckenverlegung ging am 24. November 1894 in Betrieb.
Kurz vor dem Ersten Weltkrieg gab es das Projekt einer Streckenerweiterung von Moldau über Fleyh nach Georgenthal, die den wirtschaftlichen Notstand der Kammdörfer lindern sollte. Bezüglich des Bahnbaues fand am 17. Juni 1914 in Motzdorf eine Versammlung mit 400 Teilnehmern statt, zu der die Vertreter aller interessierten Gemeinden eingeladen waren. Der Reichstagsabgeordnete Schreiter verwies jedoch „auf die Schwierigkeiten, die solchen Bahnprojekten, namentlich im deutschen Gebiete Böhmens vonseite der Regierung begegnen“. Der Erste Weltkrieg und seine Folgen ließen das ambitionierte Vorhaben kurz darauf obsolet werden.
Nach dem Zerfall Österreich-Ungarns im Oktober 1918 ging die Strecke an die neu gegründeten Tschechoslowakischen Staatsbahnen (ČSD) über. Der Sommerfahrplan von 1925 verzeichnete vier Personenzugpaare 2. und 3. Klasse zwischen Prag und Moldau. Sie benötigten von der tschechischen Hauptstadt bis ins Erzgebirge über sechs Stunden. Weitere Züge fuhren nur von und nach Klostergrab.
Nach der Angliederung des Sudetenlandes an Deutschland am 1. Oktober 1938 kam die Strecke zur Deutschen Reichsbahn, Reichsbahndirektion Dresden. Im Reichskursbuch war die Verbindung zunächst als Kursbuchstrecke 140 Moldau–Brüx–Weberschan–Laun (Louny) enthalten. Im Sommerfahrplan 1939 verkehrten sechs Personenzüge zwischen Brüx und Moldau, die dort direkten Anschluss von und nach Freiberg (Sachs) besaßen. Später gab es durchgehende Reisezüge (drei Zugpaare) in der Relation Brüx–Freiberg (Sachs)–Nossen. Die Streckennummer wurde im Reichskursbuch geändert auf 73 (Riesa-Nossen-Bienenmühle-Brüx), wobei die Aushangfahrpläne die Nummer 169 f aufwiesen. Letztere wurde 1943 bzw. danach auch in das Reichskursbuch übernommen.
Unmittelbar vor dem Ende des Zweiten Weltkrieges, am 7. Mai 1945, sprengte die sich nach Böhmen zurückziehende deutsche Wehrmacht den Überbau des Viaduktes bei Niklasberg und machte so die Strecke unbefahrbar. Einen Tag später kam es zur weiteren Zerstörung von Gleisen und Anlagen, als sowjetische Panzerverbände im Rahmen der Prager Operation die Trasse zwischen Moldau und dem zerstörten Viadukt für ihren Vormarsch nutzten.

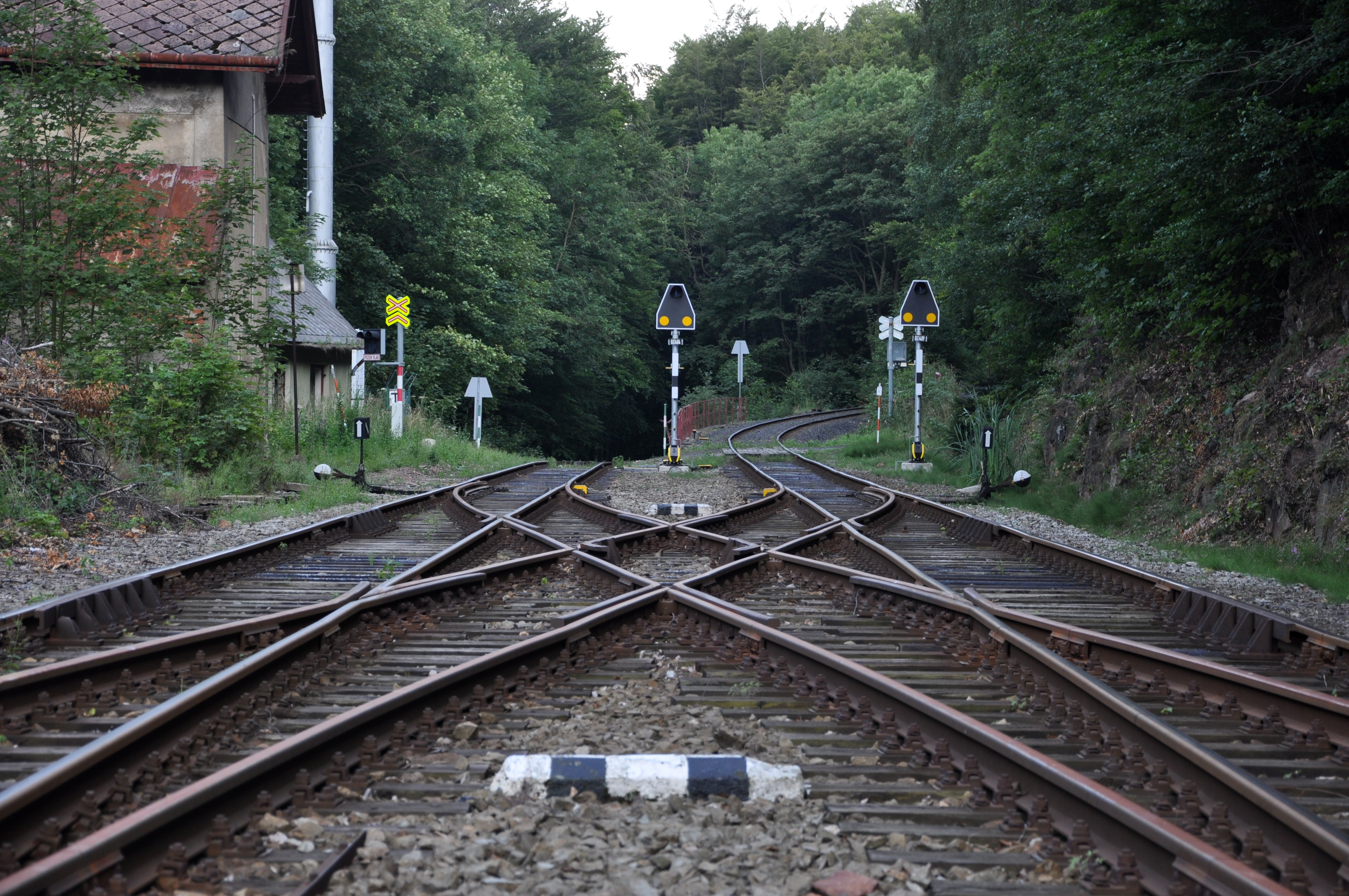
Bahnhof Dubí: Links kommt die Strecke von Louka u Litvínova, rechts führt sie weiter nach Moldava (2014)

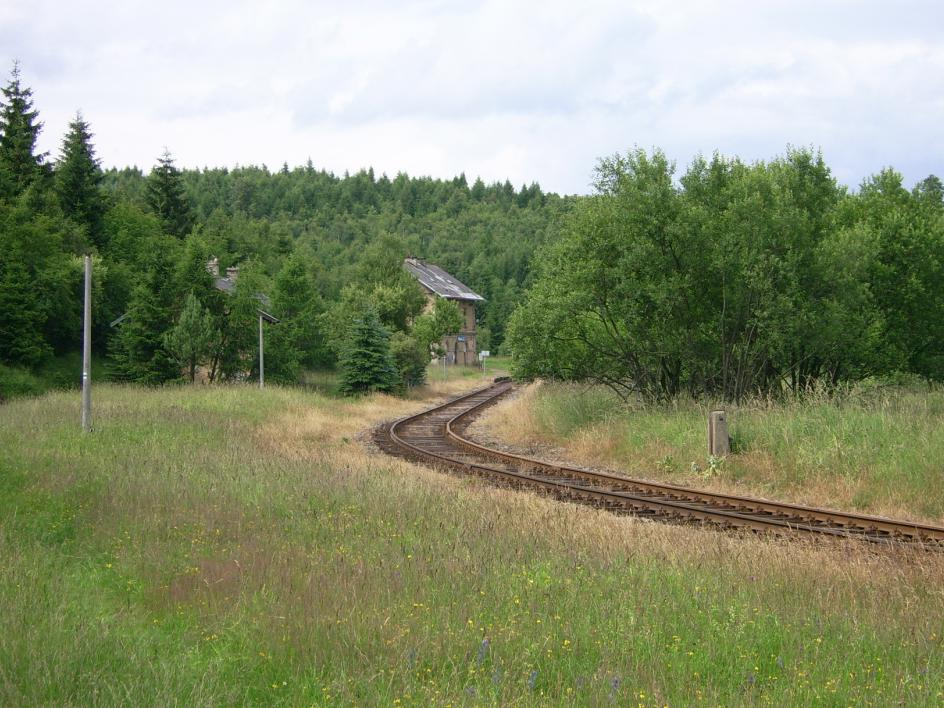
Die Strecke am Erzgebirgskamm bei Mikulov-Nové město (2007)

Nach Kriegsende kam die Strecke wieder zu den ČSD. Der Reisezugverkehr wurde zunächst bis zu einem provisorischen Haltepunkt vor dem beschädigten Viadukt von Mikulov wieder aufgenommen. Nach der Reparatur der Brücke verkehrten die Züge ab Oktober 1946 wieder bis Moldau (ab 1945: Moldava). Der erste Nachkriegsfahrplan der ČSD von 1945 verzeichnete fünf Personenzugpaare zwischen Most und Hrob sowie zwei zwischen Hrob und Mikulov. Die bis 1938 übliche Durchbindung einiger Züge von und nach Prag wurde 1946 zunächst wieder eingeführt. Ab 1948 wurden fast alle Reisezüge mit modernen Motorzügen gefahren, nachdem infolge der Ausweisung der deutschböhmischen Bevölkerung der Verkehrsbedarf auf ein Minimum gesunken war. Eine Durchbindung von Reisezügen über Most hinaus erfolgte nun nicht mehr. Zwei lokomotivbespannte Reisezüge dienten am frühen Morgen dem Ausflugsverkehr an Sonntagen, wovon einer erst im Spitzkehrenbahnhof Dubí begann. Grenzüberschreitender Verkehr fand nach 1945 nicht mehr statt. 
Enorme Verkehrsleistungen im Güterverkehr wurden noch einmal von 1952 bis 1962 erbracht, als Baumaterial für die Talsperre Fláje transportiert werden musste. Direkt am Bahnhof Moldava begann eine acht Kilometer lange Materialseilbahn, deren Reste auch heute noch sichtbar sind.
Am 23. Mai 1954 musste die Strecke zwischen Most und Litvínov aufgrund von Bergschäden aufgegeben werden. Für den Güterverkehr nahm die ČSD am 1. Juni 1956 eine provisorische Gleisverbindung unter Nutzung der vorhandenen Schleppbahn zum Minervaschacht in Betrieb. Der Reiseverkehr wurde hingegen im Schienenersatzverkehr mit Bussen abgewickelt. Am 28. Mai 1964 wurde die neu gebaute Bahnstrecke Most–Louka u Litvínova eröffnet. 
Infolge der mittlerweile geringen Verkehrsbedeutung plante die ČSD im Jahr 1967 die Einstellung des Bahnbetriebes auf der Bergstrecke. Der örtliche Nationalausschuss wie auch das Reisebüro stellten sich gegen dieses Vorhaben, worauf die Strecke in Betrieb blieb. Investitionen in die Infrastruktur blieben allerdings fortan aus.
In den 1980er Jahren traten zunehmend Schäden am Waldbestand des Erzgebirges infolge der Emissionen der Braunkohlekraftwerke im Nordböhmischen Becken auf. Zur Abmilderung der Schäden wurde Kalk ausgebracht, der mit Güterzügen nach Moldava geliefert wurde. In jener Zeit begannen die ČSD auch mit ersten Erneuerungsarbeiten an Gleisen und Anlagen. Der Bahnhof Dubí erhielt ein neues Stellwerk mit Lichtsignalen. Im Jahr 1989 begannen die ČSD auch die Reparatur der beiden baufälligen Tunnel bei Mikulov. Bis zum Abbruch der Arbeiten ein Jahr später wurde jedoch nur ein Stahlgerüst zur Stabilisierung des Tunnelgewölbes eingezogen.
Am 1. Januar 1993 ging die Strecke im Zuge der Auflösung der Tschechoslowakei an die neu gegründeten České dráhy (ČD) über.
Mitte der 1990er Jahre drohte erstmals die dauerhafte Einstellung des Bahnbetriebes. Wegen des schlechten Gleiszustandes in den Abschnitten Lom u Mostu zastávka – Hrob und Dubí – Moldava senkte die ČD am 1. März 1996 die zulässige Achslast auf nur noch 14 Tonnen. Bei der Fahrt eines Messzuges am 28. August 1996 stellte man in 21 einzelnen Gleisabschnitten unzulässige Spurerweiterungen fest, sodass die Strecke gesperrt werden musste. Der Reiseverkehr wurde fortan im Schienenersatzverkehr mit Bussen abgewickelt. Auf Initiative der Anliegergemeinden wurden dann die dringend notwendigen Instandsetzungen an der Strecke durchgeführt. Am 10. November 1996 konnte die Strecke mit einem Festzug wieder eröffnet werden.

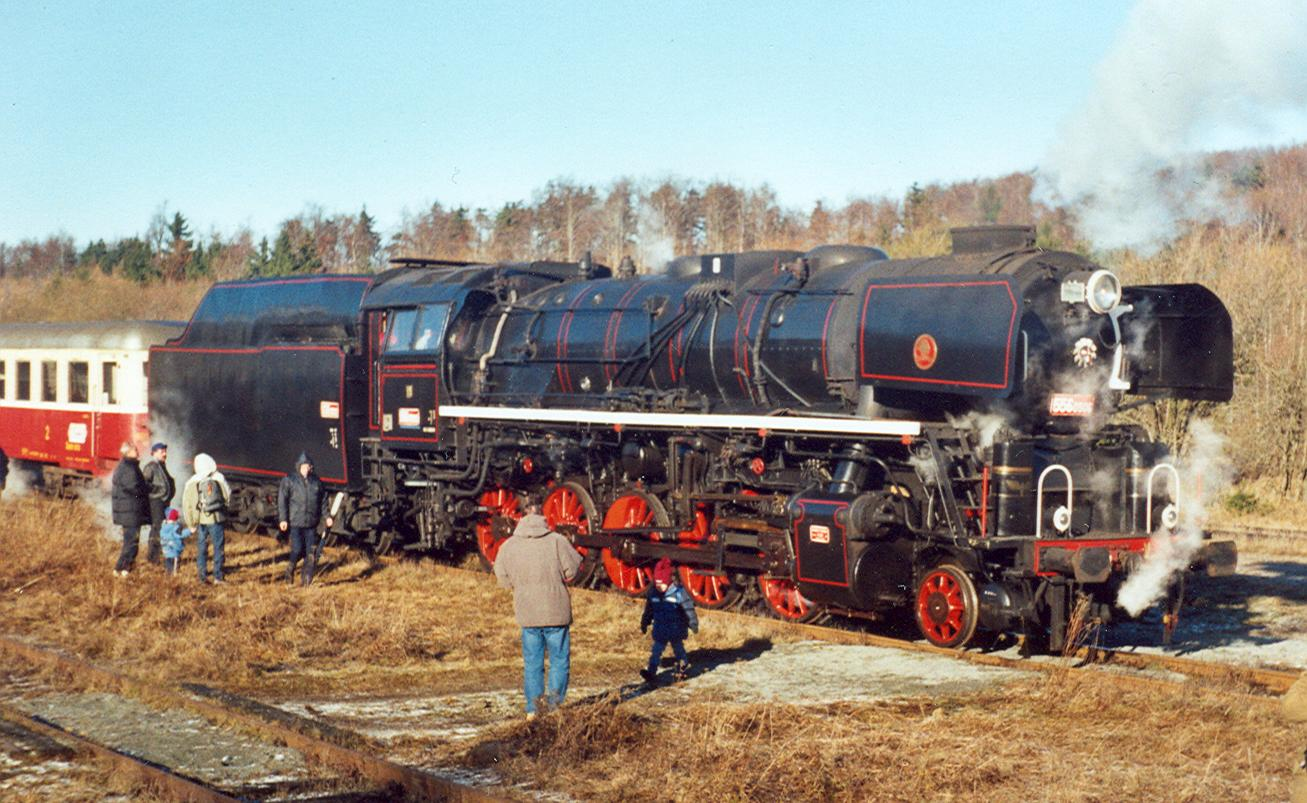
Sonderfahrt mit Dampflokomotive im Bahnhof Moldava (2003)

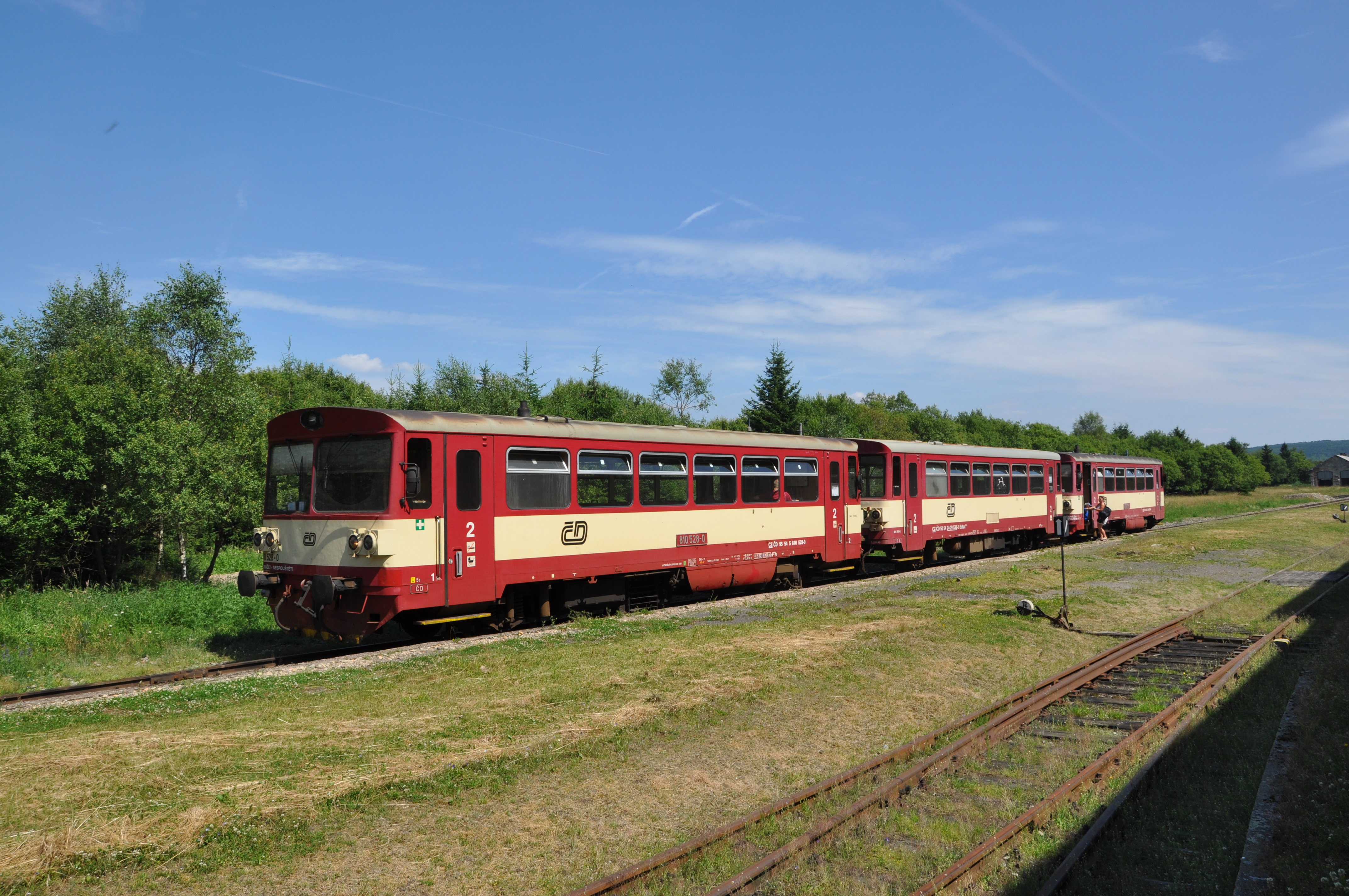
Planmäßiger Reisezug im Bahnhof Moldava (2014)

Am 15. Juli 1998 wurde der Abschnitt von Louka u Litvínova bis Moldava einschließlich aller Gebäude und Anlagen als Kulturdenkmal der Tschechischen Republik unter Denkmalschutz gestellt. In dieser Zeit wurde eine Zeitlang auch der Wiederaufbau der grenzüberschreitenden Verbindung diskutiert. Finanzielle Gründe verhinderten dieses Vorhaben.
Seit 2003 gehört die Strecke zum Netz des staatlichen Infrastrukturbetreibers Správa železniční dopravní cesty (SŽDC).
In jüngerer Zeit wurde der Weiterbetrieb der Strecke wieder zunehmend in Frage gestellt. Ab dem Fahrplanwechsel im Dezember 2006 verkehrten werktags nur noch drei Zugpaare, während an den Wochenenden ein angenäherter Zweistundentakt erhalten blieb. Weitere Einschränkungen gab es ab 9. Dezember 2007. Seitdem fuhren werktags nur noch zwei Zugpaare.
Ab 11. Dezember 2011 wurde der Fahrplan im oberen Streckenabschnitt endgültig am touristischen Bedarf ausgerichtet. Außerhalb der Winter- und Sommersaison gibt es seitdem zwischen Osek město und Moldava keine Züge mehr. Damit wird ein Betriebskonzept eingeführt, wie es schon auf der ebenfalls im Ústecký kraj gelegenen Strecke Chomutov–Vejprty seit 2007 umgesetzt wird. Auf dem Abschnitt Most – Osek město besteht dagegen werktags ein angenäherter Stundentakt, wobei ein Teil der Züge von und nach Rakovník durchgebunden wird. Im Liniensystem „Regiotakt Ústecký kraj“ wird die Strecke als Linie U25 geführt.
Der Abschnitt Most – Louka u Litvínova wurde am 13. Januar 2012 zur Regionalen Bahn („regionální dráha“) abgestuft.
An den Sonntagen im Februar 2016 verkehrten erstmals direkte Wintersportzüge zwischen der Bezirkshauptstadt Ústí nad Labem und Moldava. Die Züge fuhren auch im Februar 2017 wieder an zwei Wochenenden jeweils samstags und sonntags.
Am 14. März 2017 musste die Strecke am Kilometer 154,040 wegen eines Erdrutsches gesperrt werden. Für die ab Dubí ausfallenden Reisezüge ist zwischen Osek město und Moldava ein Schienenersatzverkehr eingerichtet.
Für die Instandsetzung des gesperrten Abschnittes wurde von SŽDC die Firma Strabag Rail beauftragt, die am 17. Juli 2017 mit den Bauarbeiten vor Ort begann. Gerechnet wurde mit Kosten von insgesamt 53 Millionen Tschechischen Kronen. Als Termin für die Wiederaufnahme des Zugverkehrs nach Moldava wurde der Herbst 2017 angestrebt.
Am 5. November 2017 wurde bekannt, dass auch im kommenden Winter keine Züge nach Moldava verkehren können. Der Grund sind unerwartete Schwierigkeiten bei den Bauarbeiten. So wurde der feste Baugrund erst in größerer Tiefe angetroffen, als ursprünglich angenommen. Stand Juni 2018 wird mit Kosten von 64 Millionen Kč gerechnet. Der Abschluss der Arbeiten war für den 31. Oktober 2018 vorgesehen. Am 3. November 2018 wurde der Zugverkehr wieder aufgenommen. Seit dem Fahrplanwechsel am 9. Dezember 2018 verkehren die Züge unter der neu eingeführten touristischen Linie T8.
Am 27. Mai 2021 sperrte die Infrastrukturverwaltung die Strecke zwischen Dubí und Moldava, nachdem bei einer regulären Überprüfung unzulässige Spurerweiterungen im Abschnitt Dubí–Mikulov festgestellt worden waren. Ursprünglich war im April und Mai 2021 die Erneuerung des abgängigen Streckenabschnittes geplant gewesen, die Arbeiten wurden jedoch aus unbekannten Gründen in den Oktober verschoben. Die geplanten Arbeiten sollen nun doch schnellstmöglich beginnen, so dass die Sperrung zur Sommerferienzeit Anfang Juli wieder aufgehoben werden kann.
Seit dem Fahrplanwechsel im Dezember 2022 werden die Verkehrsleistungen im Schienenpersonennahverkehr nach einer Neuausschreibung durch die privaten Eisenbahnverkehrsunternehmen Railway Capital und GW Train Regio erbracht. Railway Capital wickelt den täglichen SPNV ab, GW Train Regio fährt die Eilzüge am Wochenende von und nach Ústí nad Labem. Zur Betriebsaufnahme am 11. Dezember 2022 waren 60 Meter Schiene in der Steigung nach dem Bahnhof Hrob mit Öl eingeschmiert. Der erste Zug von Railway Capital blieb dort liegen und rutschte im Gefälle zurück. Am Nachmittag des gleichen Tages war die Strecke erneut blockiert, als Steine im Gleis lagen. Die tschechische Polizei ermittelte für die Sabotage an der Strecke einen Mitarbeiter der ČD, der bislang auf der Strecke als Lokomotivführer gefahren war. Er wurde im August 2023 vom Bezirksgericht Teplice zu einer dreijährigen Bewährungsstrafe verurteilt. Das Gericht begründete das milde Urteil insbesondere mit dem Umstand, dass der Angeklagte auf einen mangelhaften Zustand infolge des Betreiberwechsels aufmerksam machen und keinen Schaden anrichten wollte.

## Streckenbeschreibung

### Verlauf

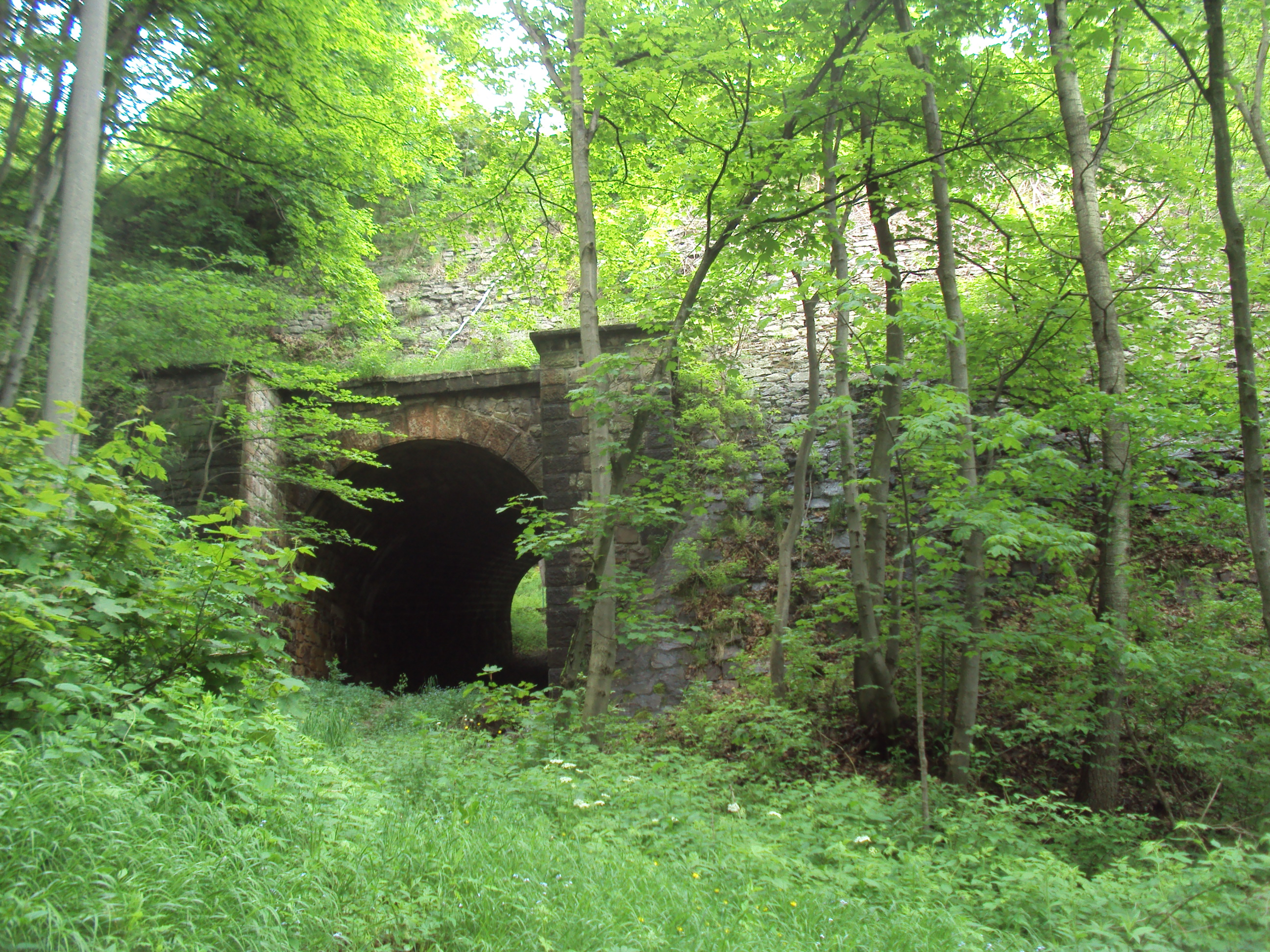
Hoher Damm mit Durchlass bei Mikulov (2013)

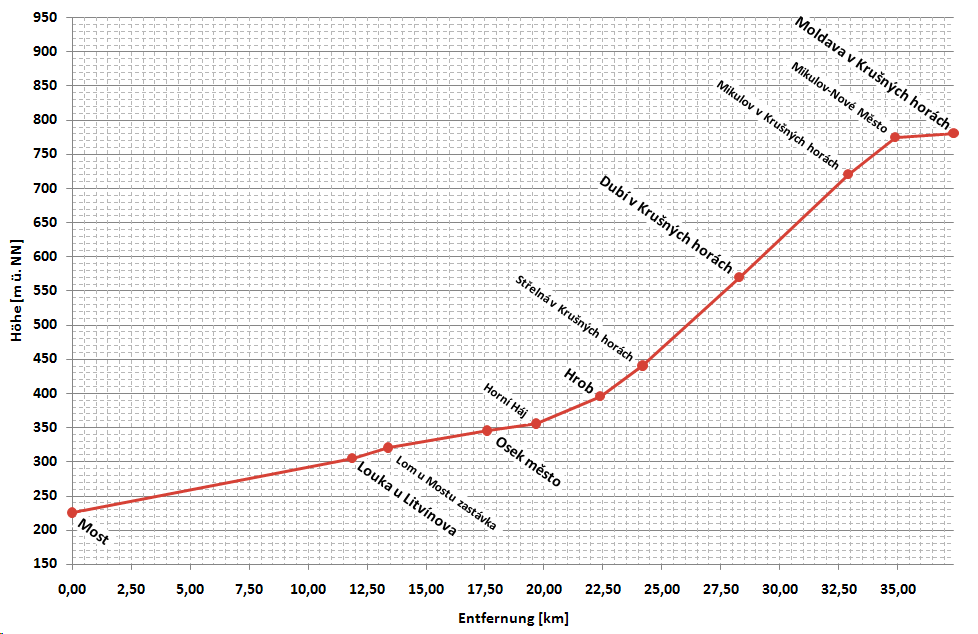
Vereinfachtes Höhenprofil der Strecke

Ihren Beginn hat die Strecke heute im neuen Bahnhof von Most, der 1978 in Betrieb genommen wurde. Von dort führt die Strecke zunächst ohne nennenswerte Neigung nordwärts durch das Nordböhmische Becken. Links der Strecke erstreckt sich der Industriekomplex des früheren Hydrierwerkes Maltheuren, das heute als Unipetrol RPA firmiert. Ab Louka u Litvínova steigt die Strecke nordostwärts erst mäßig, dann stärker an der Flanke des Erzgebirges an. Einige Täler werden dabei auf Viadukten überquert. Schließlich schwenkt die Strecke in das Tal der Bystřice, wo der Spitzkehrenbahnhof Dubí erreicht wird. Weiter ansteigend, nun in westlicher Richtung, erreicht die Strecke bei Mikulov den Kamm des Erzgebirges, der in einem 210 Meter langen Tunnel unterquert wird. Dieser Abschnitt ist mit seinen tiefen Einschnitten, Tunneln und Brücken der am schwierigsten trassierte der gesamten Strecke. Die weitere Strecke bis zum Grenzbahnhof Moldava entlang der Talflanke der Wilden Weißeritz weist dagegen keine nennenswerten Kunstbauten auf. Das heutige Gleisende im Bahnhof Moldava liegt unmittelbar an der Staatsgrenze zu Deutschland.

### Betriebsstellen

#### Louka u Litvínova

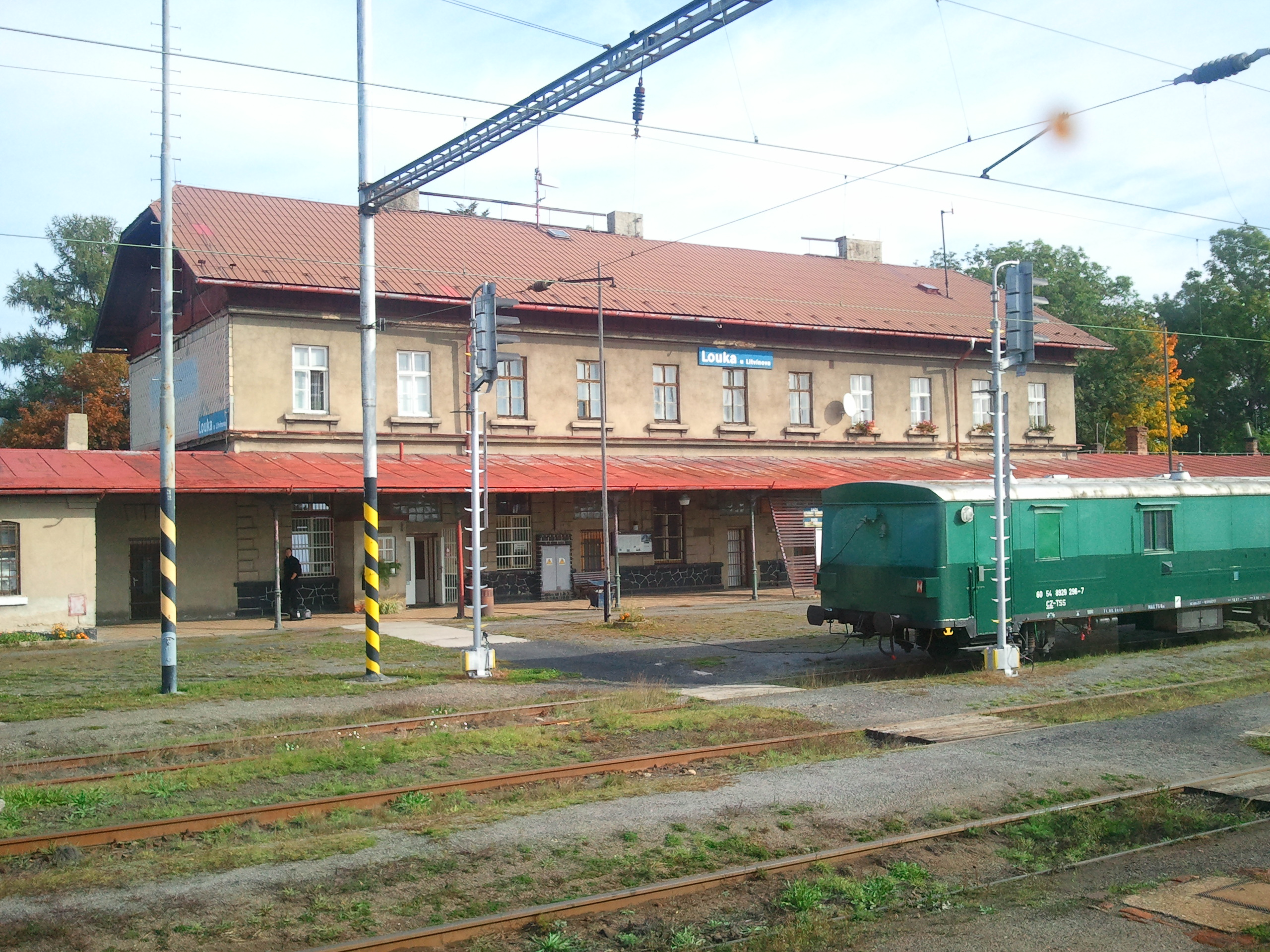
Bahnhof Louka u Litvínova (2012)

Der heutige Bahnhof Louka u Litvínova wurde am 24. November 1894 durch die kkStB in Betrieb genommen, um eine Verknüpfung mit der Strecke der verstaatlichten Dux-Bodenbacher Eisenbahn (DBE) herzustellen. Direkt am Bahnhof nahm 1891 der Plutoschacht seine Förderung auf. Über Schleppbahnen waren die Schächte Moritz, Paul und Georg angeschlossen.
Der Ústecký kraj plant, im denkmalgeschützten Aufnahmsgebäude des Bahnhofs ein Museum zur Streckengeschichte einzurichten.

#### Hrob
Der Bahnhof Hrob (bis 1945 deutsch: Klostergrab) liegt am Fuß des Erzgebirges am Beginn der Steigungsstrecke. Schwere Kohlezüge wurden hier geteilt und dann mit zwei Lokomotiven bergwärts weiterbefördert. Für die hier beheimateten Schiebelokomotiven gab es ein vierständiges Heizhaus und eine Drehscheibe mit 14,65 m Durchmesser. Die Drehscheibe und ein Teil des Heizhauses wurden 1948 abgerissen.

#### Střelná v Krušných horách
Die Haltestelle Střelná v Krušných horách entstand 1958 an einer neu aufgebauten Wohnsiedlung für Bergleute. Ungünstig oberhalb der Ansiedlung im Wald gelegen, besitzt sie heute keine größere Bedeutung im öffentlichen Personennahverkehr mehr.

#### Dubí

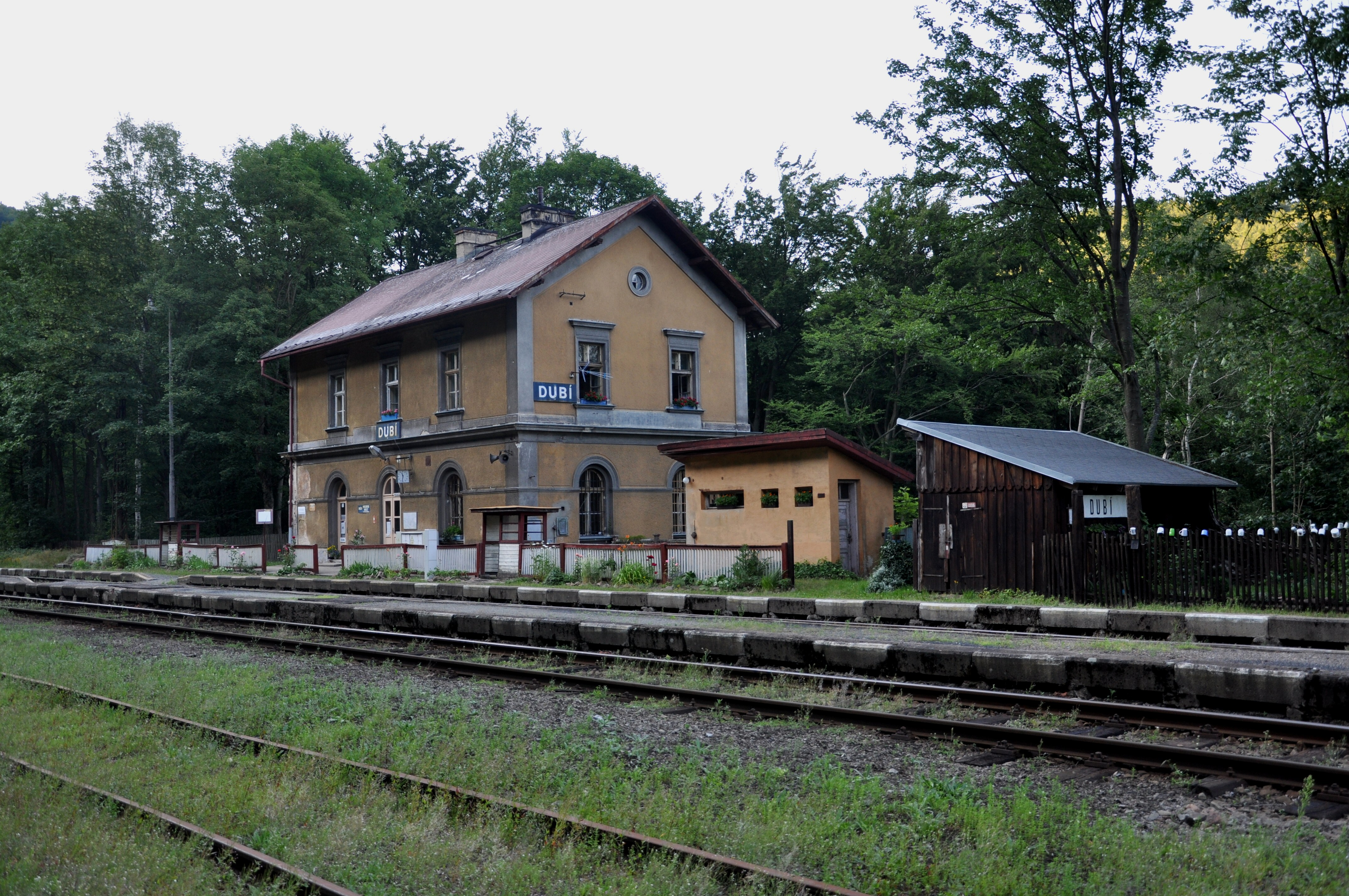
Bahnhof Dubí (2014)

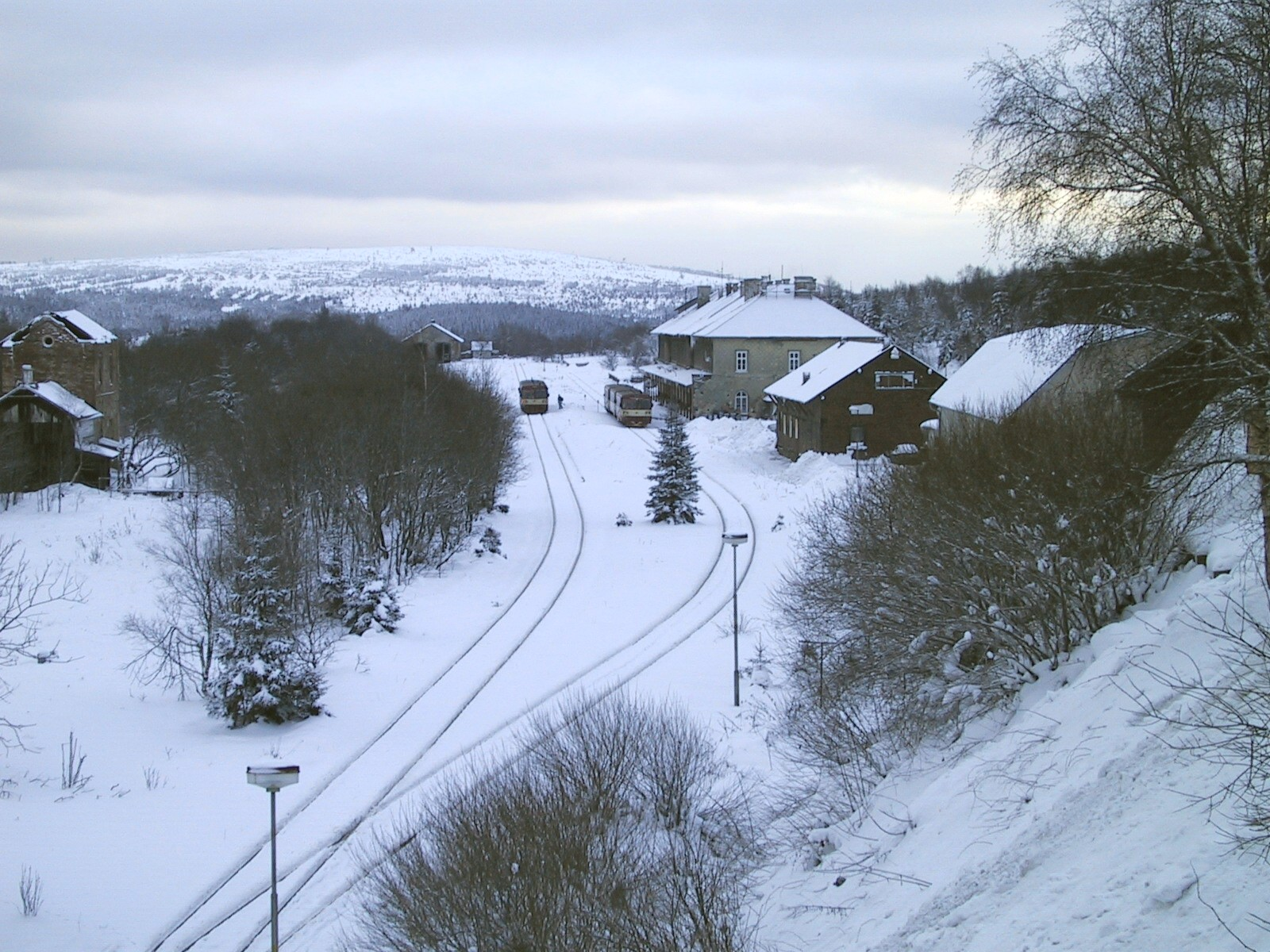
Bahnhof Moldava (2005)

Der Bahnhof Dubí (bis 1945 deutsch: Eichwald) liegt in weiter Entfernung zur namensgebenden Ortschaft im Tal der Bystřice. Dubí ist als Spitzkehrenbahnhof angelegt und besaß in seiner ursprünglichen Ausdehnung vier Hauptgleise und ein Ladegleis. Weichen und Signale wurden über ein (heute noch vorhandenes) Hochstellwerk gesteuert. Zum Drehen der Schlepptenderlokomotiven diente eine Drehscheibe mit 14,65 Meter Durchmesser. Das Geschiebe eines nahen Baches verschüttete in den 1970er Jahren und noch einmal zur Schneeschmelze im Jahr 2000 die noch vorhandene Drehscheibengrube, von der nun keine Reste mehr erkennbar sind.
Während des Ersten Weltkriegs bestand eine Materialseilbahn, die den Bahnhof Eichwald mit dem k. u k. Militärbergwerk in Zinnwald verband. Die in Zinnwald gewonnenen Erze wurden in Eichwald auf die Bahn verladen und zur Weiterverarbeitung nach Příbram versandt.
Heute werden von den vier noch vorhandenen Gleisen zwei für Zugfahrten genutzt, sodass nach wie vor Zugkreuzungen möglich sind.

#### Mikulov v Krušných horách
Die Haltestelle Mikulov v Krušných horách (deutsch bis 1945: Niklasberg) liegt oberhalb des namensgebenden Ortes am Steilabfall des Erzgebirges.

#### Mikulov-Nové Město
Die heutige Haltestelle Mikulov-Nové Město (deutsch bis 1945: Neustadt) liegt unmittelbar nach dem Wasserscheidentunnel am Kamm des Erzgebirges im Tal der Wilden Weißeritz (Divoká Bystřice). Die früher umfangreichen Gleisanlagen des früheren Bahnhofes dienten zum Absetzen der Schiebelokomotiven bei bergwärts fahrenden Güterzügen, da auf der weiteren Strecke bis zum Grenzbahnhof Moldava nurmehr eine geringe Steigung zu überwinden war. Heute liegt in Mikulov-Nové Město nur noch das durchgehende Streckengleis. Das devastierte Empfangsgebäude ist ohne Nutzung.

#### Moldava v Krušných horách
Der Bahnhof Moldava v Krušných horách (bis 1945 deutsch: Moldau) war Grenzbahnhof im grenzüberschreitenden Verkehr nach Böhmen. Nach der Einstellung des grenzüberschreitenden Verkehrs verfielen die Anlagen, die nun nur noch vom tschechischen Binnenverkehr genutzt wurden. Die einst umfangreichen Gleisanlagen sind heute auf ein Bahnsteig- und Umsetzgleis zurückgebaut.
| 1913                            | 1921                                         | 1939                  | 1946                         | 1953                         | 2014                      |
| Brüx (Aussig-Teplitzer Bahnhof) | Most teplické nádraží/Brüx Teplitzer Bahnhof | Brüx                  | Most                         | Most hlavní nádraží          | –                         |
| –                               | –                                            | Kopitz                | Kopisty                      | Kopisty                      | –                         |
| Lindau H.                       | Lipětín/Lindau                               | Niederleutensdorf     | Dolní Litvínov               | Litvínov předměstí           | –                         |
| Wiesa-Oberleutensdorf           | Louka-Horní Litvínov/Wiesa-Oberleutensdorf   | Wiesa-Oberleutensdorf | Louka-Horní Litvínov         | Litvínov-Louka               | Louka u Litvínova         |
| Bruch H.                        | Lom u Mostu/Bruch                            | Bruch Hp              | Lom u Mostu zastávka         | Lom u Mostu zastávka         | Lom u Mostu zastávka      |
| Ossegg-Riesenberg               | Osek-Risenburk Ossegg-Riesenburg             | Ossegg Stadt          | Osek město                   | Osek město                   | Osek město                |
| –                               | –                                            | –                     | –                            | Horní Háj                    | Horní Háj                 |
| Klostergrab                     | Hrob/Klostergrab                             | Klostergrab           | Hrob                         | Hrob                         | Hrob                      |
| –                               | –                                            | –                     | –                            | –                            | Střelná v Krušných horách |
| Eichwald                        | Dubí v Rudohoří/Eichwald                     | Eichwald (Erzgeb)     | Dubí v Krušných horách       | Dubí v Krušných horách       | Dubí                      |
| Niklasberg H.                   | Mikulov v Čechách/Niklasberg                 | Niklasberg            | Mikulov v Krušných horách    | Mikulov v Krušných horách    | Mikulov v Krušných horách |
| Neustadt bei Moldau             | Nové Město v Rudohoří/Neustadt               | Neustadt (Erzgeb)     | Nové Město v Krušných horách | Nové Město v Krušných horách | Mikulov-Nové Město        |
| Moldau                          | Moldava v Čechách/Moldau                     | Moldau                | Moldava                      | Moldava v Krušných horách    | Moldava v Krušných horách |

## Fahrzeugeinsatz

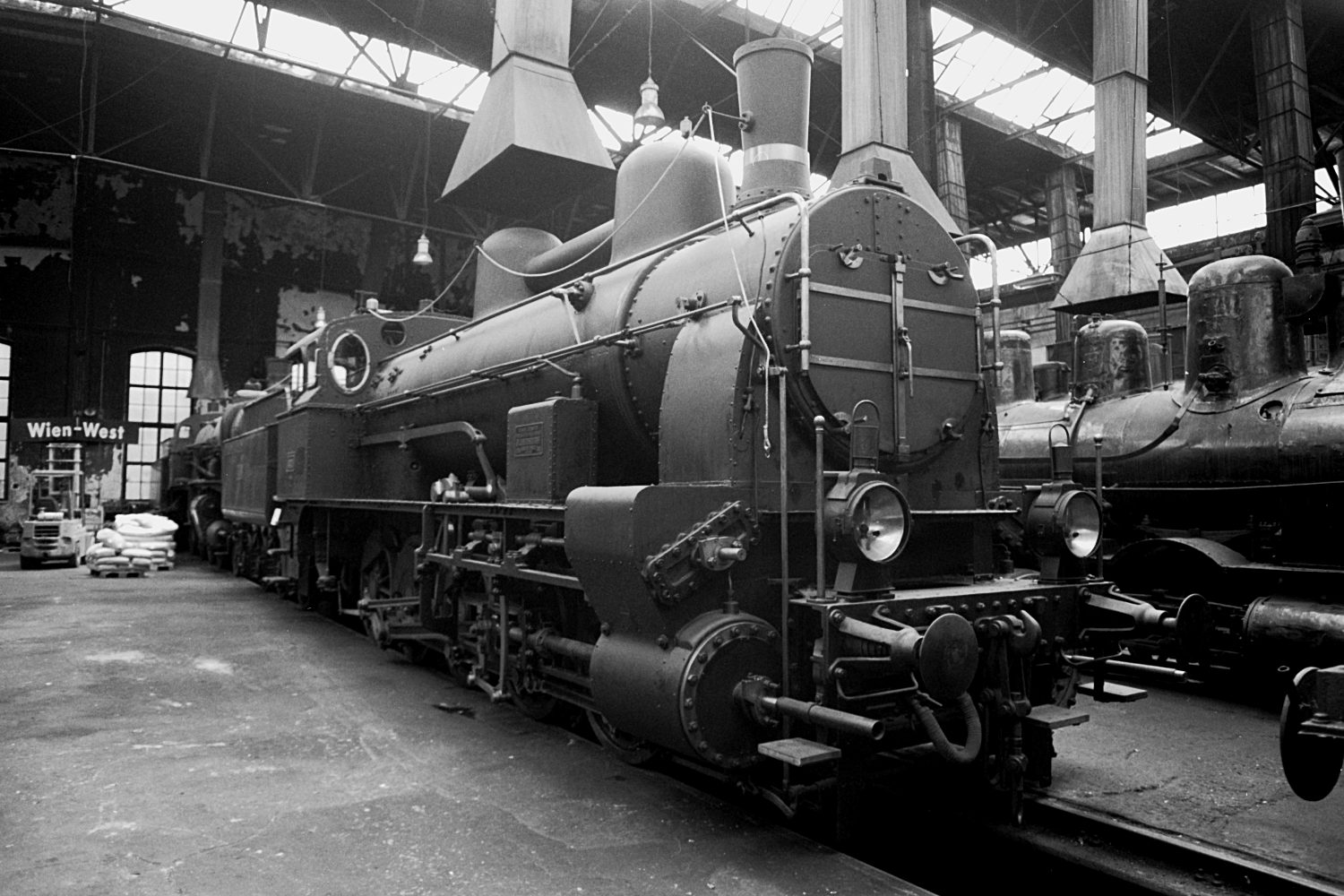
kkStB 180.01 im Eisenbahnmuseum Straßhof (2002)

Abfahrbereiter Güterzug in Eichwald mit kkStB 73 und 77 (1908)

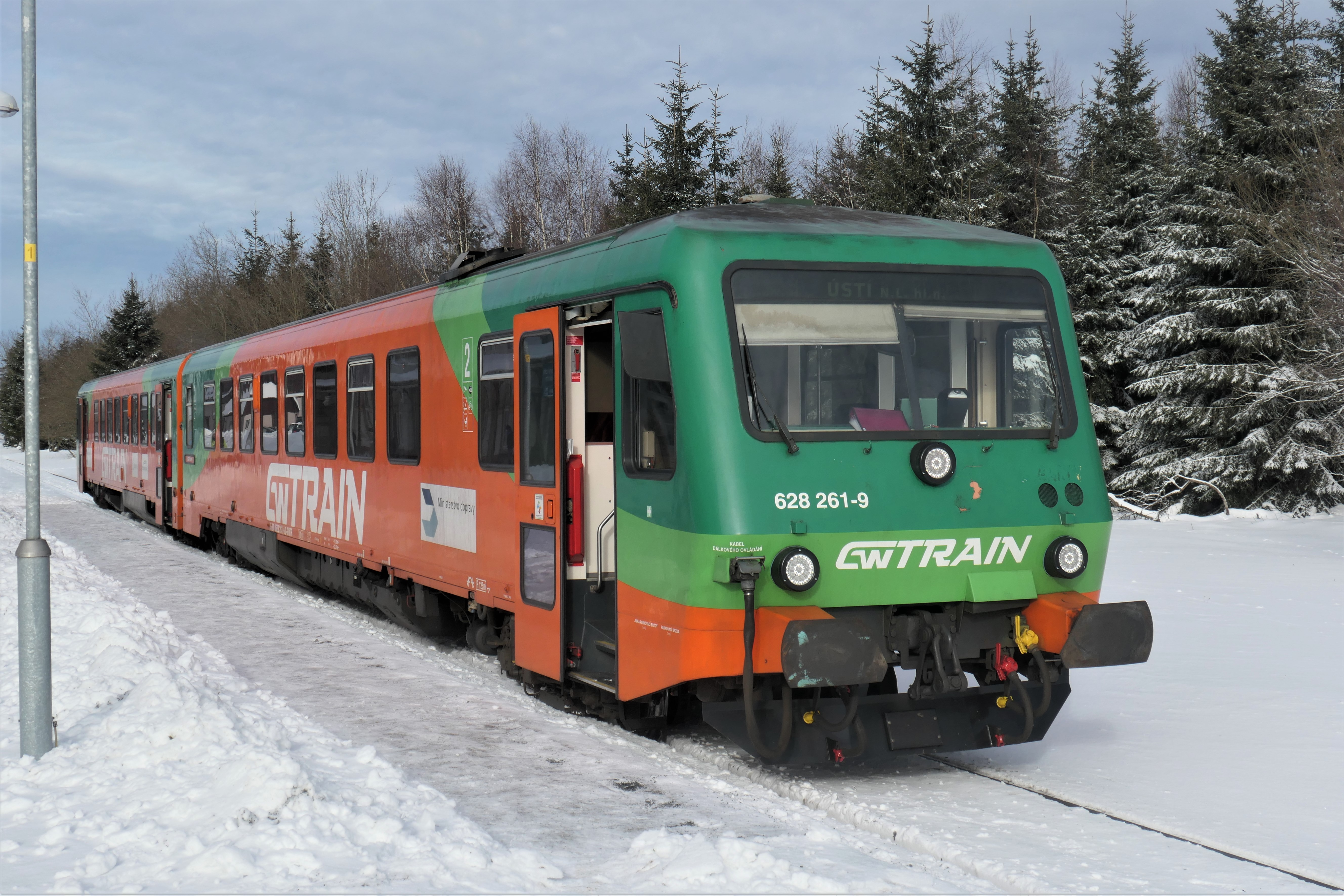
DB 628 261 von GW Train Regio (Moldava v Krušných horách; 2023)

Die Prag-Duxer Eisenbahn erwarb für ihre Steilstrecke im Erzgebirge vierfach gekuppelten Schlepptender-Lokomotiven von der Lokomotivfabrik Floridsdorf, die von den kkStB in die Reihe 77 eingeordnet worden. Die fünf Lokomotiven des Baujahres 1884 trugen die Namen KLOSTERGRAB, EICHWALD, MOLDAU, NIKLASBERG und NEUSTADT. Wegen Meterlastbeschränkungen und der begrenzten Größe der Drehscheiben besaßen die Lokomotiven zweiachsige Tender. Die betriebsführende kkStB setzte später auch die konstruktiv ähnliche Type Reihe 73 auf der Strecke ein.
In den Jahren 1900 bis 1910 beschaffte die kkStB mit der Reihe 180 eine neue fünffachgekuppelte Schlepptender-Lokomotive nach Gölsdorf-Prinzipien, die speziell für die Strecke Klostergrab–Moldau konstruiert worden war. Die Lokomotiven blieben (zuletzt in modernisierter Form als ČSD-Baureihe 524.2) bis zum Ende des Dampfbetriebes im Jahr 1967 im Einsatz.
Die Deutsche Reichsbahn setzte zwischen 1939 und 1945 die Baureihe 86 vor Reisezügen ein.
Bis Ende 2022 wurde der planmäßige Reiseverkehr mit den Triebwagen der ČD-Baureihen 810 (ČSD M 152.0) und 814 abgewickelt. Im Winter kamen vor den Triebwagen auch fallweise Lokomotiven der ČD-Baureihe 742 (ČSD T 466.2) zum Einsatz, wenn die Besetzung der Züge und die Witterungsverhältnisse das erfordern. Der direkte Zug von Ústí nad Labem sowie das mittägliche Zugpaar von Moldava nach Most und zurück wurde an Wochenenden und Feiertagen mit einem Triebzug der ČD-Baureihe 844 („Regioshark“) gefahren.
GW Train Regio setzt von DB Regio übernommene Fahrzeuge der DB-Baureihe 628 auf der Strecke ein.